# Język nama
Język nama, język hotentocki (Khoekhoegowab) – najważniejszy język khoisański, używany przez około 250 tys. Hotentotów, głównie w Namibii (gdzie jest jednym z języków urzędowych i uznawany jest za wspólny język narodowy) i Republice Południowej Afryki.
Język ten jest typowym przedstawicielem rodziny khoisan z charakterystycznymi głoskami mlaszczącymi, tworzącymi samodzielne fonemy.